# Rauvolfia microcarpa
Rauvolfia microcarpa är en oleanderväxtart som beskrevs av Joseph Dalton Hooker. Rauvolfia microcarpa ingår i släktet Rauvolfia och familjen oleanderväxter. Inga underarter finns listade i Catalogue of Life.